# Cleistes abdita
Cleistes abdita är en orkidéart som beskrevs av Gustavo Adolfo Romero och Germán Carnevali. Cleistes abdita ingår i släktet Cleistes, och familjen orkidéer. Inga underarter finns listade i Catalogue of Life.